# Stenoheriades prionotus
Stenoheriades prionotus är en biart som beskrevs av Griswold 1994. Stenoheriades prionotus ingår i släktet Stenoheriades och familjen buksamlarbin. Inga underarter finns listade i Catalogue of Life.